# Nous vous enterrerons

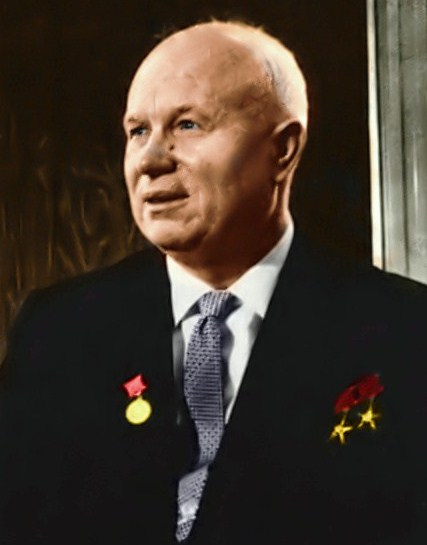
Khrouchtchev en 1961

« Nous vous enterrerons » (en russe : «Мы вас похороним!, prononcé Mwi vas porhoronim!) est une célèbre phrase adressée par le leader soviétique Nikita Khrouchtchev aux ambassadeurs occidentaux lors d'une réception à l'ambassade de Pologne à Moscou le 18 novembre 1956. La phrase originale fut traduite en anglais par l'interprète personnel de Khrouchtchev, Viktor Sukhodrev.

## Historique
En fait, la phrase originale fut déformée et sortie de son contexte par la presse américaine, en mal d'anticommunisme et désireuse d'accroître ses tirages. La phrase complète était en effet  « Que vous le vouliez ou non, l'histoire est de notre côté. Nous vous enterrerons » (« Нравится вам или нет, но история на нашей стороне. Мы вас похороним. ») et Khrouchtchev voulait dire que le communisme enterrerait le capitalisme. Dans sa déclaration publique suivante, Khrouchtchev déclara : « Nous devons prendre une pelle et creuser une tombe profonde, et enterrer le colonialisme aussi profond que nous le pouvons ». 
Le 19 septembre 1959, alors que Khrouchtchev en visite aux États-Unis était l'invité du dîner offert par la municipalité, le maire de Los Angeles Norris Poulson avait préparé un discours dans lequel il reprit cette phrase exploitée, et déclara : « You shall not bury us and we shall not bury you. We are happy with our way of life. We recognize its shortcomings and are always trying to improve it » (Vous ne nous enterrerez pas et nous ne vous enterrerons pas. Nous sommes satisfaits de notre mode de vie. Nous reconnaissons ses défauts et nous efforçons toujours de l'améliorer. Mais si quelqu'un le menace, nous lutterons à mort pour le préserver). Khrouchtchev ridiculisa alors le maire (rappelant qu'il s'était déjà expliqué dans la presse au sujet de cette phrase, il mentionna qu'aucun maire ne pouvait être réélu s'il ne lisait pas la presse) et menaça de repartir en Russie.
Plus tard, le 24 août 1963, Khrouchtchev souligna : « J'ai dit une fois « Nous vous enterrerons » et j'ai eu des problèmes pour cela. Bien sûr, nous ne vous enterrerons pas avec une pelle. Votre propre classe ouvrière vous enterrera », en référence à l'idée marxiste que le prolétariat est le fossoyeur du capitalisme fondée sur la conclusion du premier chapitre du Manifeste du Parti communiste : « La bourgeoisie produit avant tout ses propres fossoyeurs. Sa chute et la victoire du prolétariat sont également inévitables ». Khrouchtchev répéta cette thèse marxiste lors d'une entrevue avec des journalistes aux États-Unis  en septembre 1959. Cependant, beaucoup d'Américains interprétèrent cette déclaration comme une menace nucléaire.
Mikhaïl Gorbatchev écrit dans son livre Perestroika : Nouvelle pensée pour notre pays et le monde que l'image utilisée par Khrouchtchev était inspirée de discussions de théoriciens agrariens soviétiques dans les années 1930.

## Reprise
Cette phrase de Khrouchtchev apparaît dans la chanson de Sting Russians ainsi que dans celle de Dave Matthews Band Don't Drink the Water.
Cette citation est également paraphrasée dans le jeu vidéo Command and Conquer : Alerte rouge 2 où un narrateur à l'accent russe prononce la phrase  « we will bury them » lorsque le joueur sélectionne l'icone de la campagne russe. Alerte rouge 2 met en scène un conflit fictif entre l'Union soviétique et les Alliés occidentaux.
« Nous vous enterrerons » est également une carte du jeu de société Twilight Struggle, laquelle permet à l'URSS si elle est jouée pendant sa phase de jeu et en tant qu'évènement de remporter 3 points de victoire (PV) et de dégrader le niveau de DEFCON de 1. Les effets de cette carte ne s'appliquent pas si le joueur américain joue la carte « intervention des Nations unies » au cours de son prochain tour.